# أليكتوس
أليكتوس هو امبراطور روماني غاصب من بريطانيا من القرن الثالث الميلادي. حكم من سنة 293 إلى سنة 296. خلف الحكم من كاروسيوس ألذي تمكن من السيطرة على بريطانيا وشمال الغال ليعلن نفسه كإمبراطور. بقي في الحكم حتى تم خلعه من قبل قسطنطين كلوروس والذي منح رتبة القيصر من دقلديانوس ليصبح امبراطور الغرب.